# Guillaume III. de Croÿ

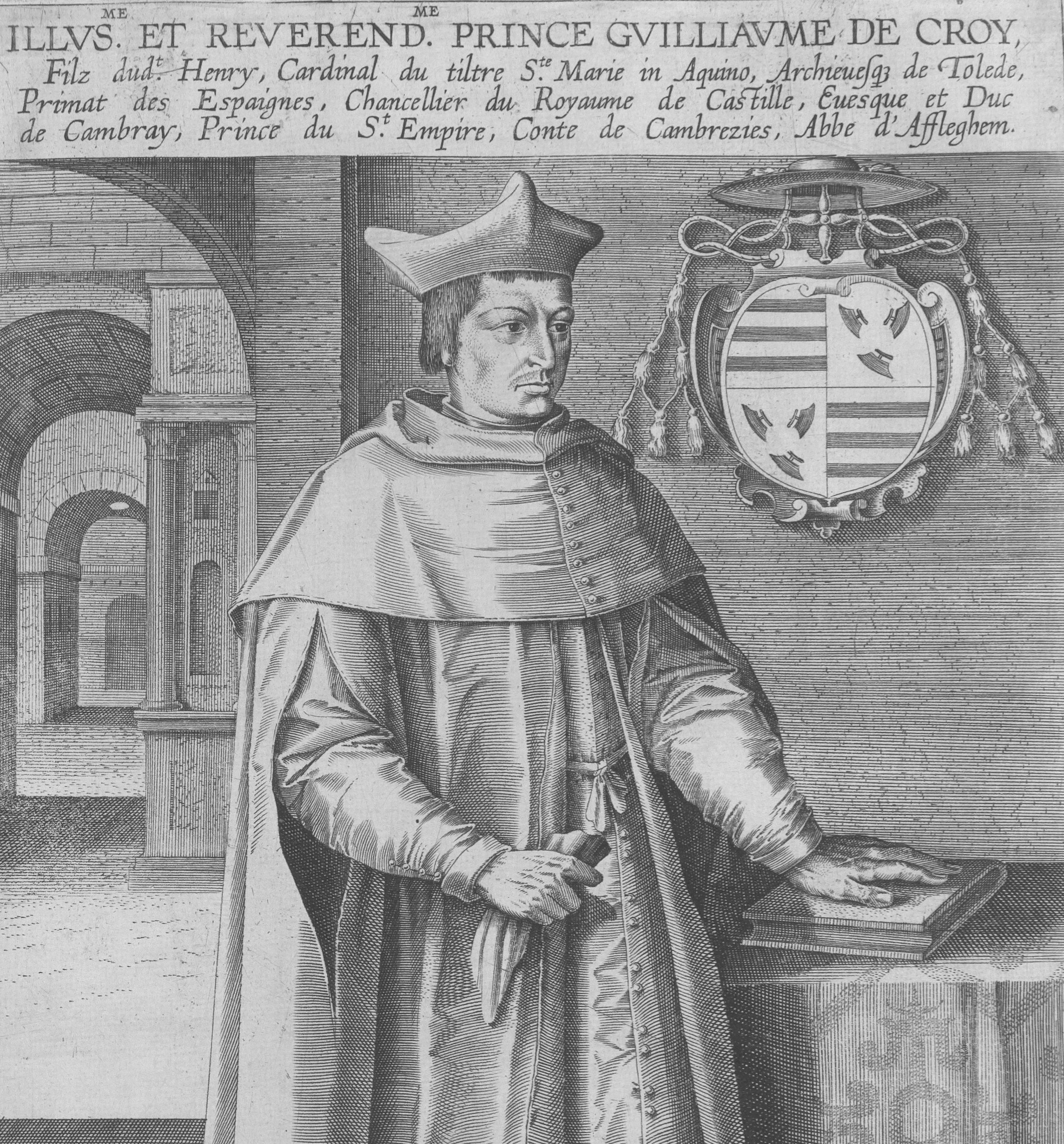
Guillaume Kardinal de Croÿ (Darstellung um 1610)

Guillaume de Croÿ (* 1498; † 6. Januar 1521 in Worms) entstammte der französischen Adelsfamilie Croÿ und war ein Kardinal der Römischen Kirche sowie Fürstbischof von Cambrai.

## Leben

Kardinalswappen (schemat. Darstellung)

Seit dem 15. August 1516 Nachfolger seines Onkels Jacques de Croÿ als Bischof von Cambrai, erhob ihn Papst Leo X. am 1. April 1517 zum Kardinal und machte ihn am 25. Mai 1517 zum Kardinalpriester der Titelkirche Santa Maria in Aquiro. Nachdem er am 31. Dezember 1517 zum Apostolischen Administrator des Erzbistums Toledo ernannt worden war, verzichtete er am 17. August 1519 auf das Bistum Cambrai.
Er starb am 6. Januar 1521 während des Reichstags zu Worms bei einem Reitunfall während der Jagd.